# Coelogyne asperata
Coelogyne asperata é uma espécie de orquídea epífita, família Orchidaceae, originária de grande número de ilhas do sudeste asiático, desde a Malásia até a Ilha de Santa Cruz.